# Некротичний фасціїт
Некротичний фасціїт (necrotizing fasciitis) — хвороба, яку спричинюють бактерії Streptococcus pyogenes, змішана аеробна та анаеробна мікрофлора, Clostridium perfringens, які пошкоджують поверхневу і глибоку фасції і підшкірну клітковину.

## Історія
Термін «некротизуючий фасціїт» запровадив Боб Вілсон, вживши його в описі серії із 29 клінічних випадків упродовж 1948—1951 років у лікарнях міста Даллас, США.

## Клініка
Діагностувати некротичний фасціїт на ранній стадії, коли єдині ознаки — біль і гарячка, досить складно. Надалі до цих проявів приєднуються набряк і гіперемія, шкіра стає щільною і болючою при пальпації. Пізніше шкіра набуває темно-червоного або синюватого кольору, покривається пухирями і з'являються некрозні ділянки фіолетового, багряного або чорного забарвлення. На цій стадії в судинах поверхневого сплетіння розвивається поширений тромбоз. Уражені фасції набувають брудно-бурого відтінку. Ураження швидко поширюється вздовж фасціальних футлярів, по венах і лімфатичних судинах.
На пізніх стадіях захворювання супроводжується інтоксикацією, часто розвиваються інфекційно-токсичний шок, сепсис і поліорганна недостатність.

## Лікування
Принципи лікування:
- Хірургічне:
  - висічення, некректомія (повторні, багаторазові)
  - пластика (рання — ізоляційна, пізня — косметологічна)
- Консервативне:
  - антибіотикотерапія (парентерально)[7]
  - симптоматична терапія[8]

## Згадування в кіно та літературі
- Некротичний фасціїт згадується в 14 серії другого сезону серіалу «Секретні матеріали»;
- Згадується в комп'ютерній грі Outlast;
- Є згадування в п'ятому сезоні 4 серії серіалу «Анатомія Грей»;
- Є згадування у другому сезоні 15 серії серіалу «Анатомія Грей»;
- Є згадування у другому сезоні 9 серії серіалу «Клініка»;
- Є згадування у десятому сезоні 1 серії «Анатомія Грей»;
- Згадується у 48 серії «Seoyoung, My Daughter[en]»;
- Згадується у восьмому сезоні 23 серії серіалу «Кістки»;
- Згадується у другому сезоні 7 серії серіалу «Нічна зміна»;
- Згадується у фільмі «Куб Зеро».
- Спалаху некротичного фасциїту присвячений кросовер з трьох епізодів — «Пожежники Чикаго» (4 епізод, 8 сезон), «Медики Чикаго» (4 епізод 5 сезон) та «Поліція Чикаго» (4 епізод 7 сезон).
- Є згадування у другому сезоні 6 серії серіалу «Хороший лікар» (2017)